# 小行星43971
小行星43971（43971 Gabzdyl）是一颗绕太阳运转的小行星，为主小行星带小行星。该小行星于1997年4月发现。
該小行星以捷克行星天文學家帕維爾·加布茲迪爾（Pavel Gabzdyl）命名。

## 轨道参数
小行星43971的轨道半长轴为395 987 355 km（2.6469743 UA），离心率为0.175。